# Жорж Орик
Жорж Орѝк (на френски: Georges Auric) е френски композитор. 

## Биография
Роден е в град Лодев, департамент Еро, Франция на 15 февруари 1899 г. Орик първоначално учи пиано в консерваторията в Монпелие. Впоследствие продължава обучението си в Парижката консерватория, където до 1914 г. изучава контрапункт и фуга под ръководството на Жорж Косад. След 1914 г. следва композиране при Венсан д'Енди в „Скола Канторум“ отново във френската столица. От 1915 г. той посещава Игор Стравински и Ерик Сати преди да се присъедини към Групата на шестимата („Шесторката“) заедно с Артур Онегер, Дариус Мийо, Франсис Пуленк, Луис Дюре и Жермен Тайфер. Орик е близък с Жан Кокто, с художника Жан Юго и др.
На 30 октомври 1930 г. се жени за художничката Елеонор Вилтер, позната още под името Нора Орик.
Президент на Дружеството на авторите, композиторите и издателите на музика във Франция от 1954 г. до 1978 г. Администратор е на Събранието на държавните лирически театри от 1962 г. до 1968 г., както и член на Културното общество на „Роайомон“. Съратник е на Френската комунистическа партия.
Умира на 23 юли 1983 г. в Париж.
От 1990 г. улица в 19-и арондисман на Париж носи неговото име.

## Творчество
Пише музикални критики от 14-годишна възраст във Френското музикално списание. На 10 декември 1913 г. статията му „Ерик Сати – музикант хуморист“ очарова самия Сати, който се учудва, научавайки възрастта на композитора критик.
Първите му мелодии са вдъхновени от Ерик Сати, Игор Стравински и Еманюел Шарбие.
Композира камерна, хорова и оркестрова музика, както и пиеси за пиано и сценични постановки.
Той е съавтор със Сергей Дягилев на балетите Матросите и Досадниците, както на хореографската комедия Федра.
Известен е и с филмовата си музика: Кръвта на поета (1930 г.), Красавицата и звяра (1946 г.) Орфей (1950 г.) от Жан Кокто, Мулен Руж (1952 г.) на режисьора Джон Хюстън, Лола Монтес (1955 г.) Du rififi chez les hommes, Парижката Света Богородица на Жан Деланоа и Голямата разходка на Жерар Ури и др.

## Избрана филмография
| Година | Филм                     | Оригинално заглавие             | Режисьор        |
| ------ | ------------------------ | ------------------------------- | --------------- |
| 1931   | Свободата е наша         | À nous la liberté               | Рене Клер       |
| 1932   | Кръвта на поета          | Le Sang d'un poète              | Жан Кокто       |
| 1946   | Красавицата и звярът     | La Belle et la Bête             | Жан Кокто       |
| 1953   | Възнаграждение за страха | Le salaire de la peur           | Анри-Жорж Клузо |
| 1953   | Римска ваканция          | Roman Holiday                   | Уилям Уайлър    |
| 1955   | Рифифи                   | Du rififi chez les hommes       | Жул Дасен       |
| 1958   | Перли на лунна светлина  | Les Bijoutiers du clair de lune | Роже Вадим      |
| 1966   | Голямата разходка        | La Grande Vadrouille            | Жерар Ури       |